# Kiel
 For alternative betydninger, se Kiel (flertydig). (Se også artikler, som begynder med Kiel)
Kiel er en by i Nordtyskland, der er hovedstaden og den største by i delstaten Slesvig-Holsten med 248.873(2023) indbyggere.
Kiel er en havneby, der ligger ved Kielerfjorden, en del af Østersøen ud for Langeland og Ærø. De nærmeste større byer i området er Hamborg ca. 85 km mod syd og Lübeck 60 km mod sydøst. Den danske grænse ligger ca. 80 km nord for byen. Floden Ejderen har sit udspring i nærheden af Kiel. Selv om udspringet ligger tæt på Østersøen, løber floden sig den lange vej til Vesterhavet.
Byen var til 1864 under dansk forvaltning. Den var længe en af Tysklands vigtigste marinebaser, hvad der var hovedårsagen til den hurtige vækst til storby fra 1865 og frem. En anden betydelig faktor var Kielerkanalen, der åbnede i 1895. I 1918 begyndte novemberrevolutionen med et oprør blandt matroserne i den kejserlige marine i Kiel. Det var begyndelsen til oprettelse af Weimarrepublikken. Under 2. verdenskrig blev Kiel stærkt ødelagt på grund af sine værfter. I dag er værfterne stadig en vigtig økonomisk faktor, hvor de bygger især ubåde.

## Historie

### Oprindelse
For over tusind år siden dannede stedet en sprogtrekant – dansk i nord, tysk (saksisk) i vest og slavisk i øst, før tysk bredte sig ud mod nord og øst. Efter sakserne blev underkastet af Karl den Store tilhørte området ved Kielerfjorden først Frankerriget og blev siden en del af Grevskabet Holsten. Kiel blev grundlagt mellem 1233 og 1242 af grev Adolf 4. af Holsten, som først for nylig havde generhvervet kontrollen over det grevskab, der midlertidigt havde været i Danmarks besiddelse.
Sandsynligvis havde der dog lang tid før 1233 været en handelsbebyggelse på dette tidspunkt, der var det eneste sted, hvor det frankisk-saksiske område nåede ud til Østersøen. Derfor var dette sted ved fjorden den eneste mulighed for en saksisk eller holstensk Østersøhavn, og som sådan blev Kiel grundlagt som en af de nordligste byer i Det tysk-romerske Rige. Samtidig stiftede grev Adolf et franciskanerkloster i Kiel, hvor han i øvrigt selv tilbragte sine sidste leveår efter at have tilsluttet sig franciskanerordenen og blevet ordineret til præst. I 1242 fik Kiel lybske byrettigheder.

### Middelalderen
Kiel blev grundlagt på en lille halvø i Kielerfjorden på omkring 18 hektar, der kun i nordøst var forbundet med fastlandet. Ellers skabte fjorden og flodarmen Kleiner Kiel et område, der var omgivet af vand og let at forsvare. I 1301 var Kiel allerede befæstet, da landsherrerne, de schauenburgske grever af Holsten og Stormarn, havde bygget en borg. Fra 1329 var byen tillige omgivet af en bymur af sten. På det tidspunkt havde Kiel ni byporte: Holstentor, Kütertor, Haßtor, Dänisches Tor, Kattentor, Fischertor, Flämisches Tor, Schumachertor og Pfaffentor. Det bebyggede område var herefter stort set begrænset til dette område (den nuværende lille bydel Altstadt) indtil slutningen af 1500-tallet. Udover franciskanerklosteret var der kun én kirke, Sankt Nikolai Kirke, som stod færdig omkring år 1240.
I middelalderen haltede Kiels langdistancehandel langt bagefter andre Østersøhavnes som Lübeck, Flensborg, Stralsund, Rostock og Wismar. Selv om byen blev medlem af Hanseforbundet i 1283/1284, deltog den kun sjældent i dets fælles aktiviteter. Den var desuden kun dårligt i stand til at bruge handelsprivilegierne, da de holstenske grevers indflydelse på handelen var stærkere her end i de frie byer. Byen og borgen blev pantsat til den frie hansestad Lübeck fra 1469 til 1496, hvilket yderligere begrænsede byens økonomiske muligheder. Alle disse ulemper førte til sidst til byens ekskludering fra hanseforbundet i 1554, især da Kiel blev anklaget for at huse pirater.

### Tidlig moderne tid
Fra 1460 blev Kiel styret af den danske konge i dennes egenskab af hertug af Holsten (i personalunion), så forfatningsmæssigt forblev Kiel en del af Det Tysk-Romerske Rige, ikke en del af Danmark. Siden arvedelingen af hertugdømmerne Slesvig og Holsten mellem Frederik 1.'s sønner i 1544, hørte Kiel til den hertugelige del af hertugdømmerne og blev styret af de gottorpske hertuger. I 1665 grundlagde hertug Christian Albrecht af Slesvig-Holsten-Gottorp et universitet i Kiel, Christian-Albrechts-Universitetet. I 1773 overtog den danske konge de gottorpske dele af Hertugdømmet Holsten og dermed også Kiel. Herefter styrede de danske konger byen i deres egenskab af hertuger af Holsten. Byen var under dansk forvaltning indtil den Anden Slesvigske Krig i 1864.

## Geografi
Kiels storbyområde ligger i en hesteskoform rundt om Kielerfjorden, en cirka 17 km lang fjord, der munder ud i Østersøen ud for Langeland og Ærø. Den nordligste bydel i Kiel, Schilksee (dansk: Schilksø eller Skilksø), ligger ved den åbne Østersø. Selv om Kiel ligger ved Østersøen, løber vandskellet mellem Nordsøen og Østersøen gennem byen. Således løber floden Ejderen, der har sit udspring i nærheden af Kiel tæt på Østersøen, den lange vej på tværs af den jyske halvø til sit udløb i Nordsøen. I bydelen Holtenau (dansk: Holtenå) på vestsiden af Kielerfjorden nord for centrum ligger sluserne, hvor Kielerkanalen munder ud i fjorden.
Området omkring Kiel er præget af morænebakker og går i sydøst over i det holstenske Schweiz.

## Demografi
Byen Kiel har 248.873(2023) indbyggere.

### Befolkningsudvikling
Indbyggertallet var i 1803 7.075 indbyggere, i 1835 11.622 indbyggere, i 1840 12.341 indbyggere, i 1845 13.572 indbyggere, i 1855 16.274 indbyggere, og i 1860 17.541 indbyggere. I 1885 havde Kiel mere end 50.000 indbyggere. I 1900 oversteg byens indbyggertal 100.000, hvorved den overskred grænsen til at blive storby. Allerede i 1910 var dette antal fordoblet til 211.000. I december 1942 nåede byens indbyggertal sit rekordhøjeste niveau på 306.000 på grund af byens flådehavn og skibsværfter under oprustningen under Anden Verdenskrig.

## Transport og infrastruktur

### Havn og skibsforbindelser
Kiel er en havneby, der ligger ved Kielerfjorden, der udgør en naturhavn. Der sejler dagligt færger mellem Kiel og Göteborg, Oslo og Litauen. Fra 1965 til 2000 var der færgeforbindelse fra Kiel til Bagenkop på Langeland.
På Kielerfjorden sejler personfærger, fordi der ikke er fast forbindelse over eller under fjorden. En tunnel er kun forsyningstunnel for elektricitet. Der er også en bro ved havnemolen Hörn, men kun for fodgængere og cyklister. Hörnbrücke er en særlig attraktion, fordi den er en trefoldet klapbro. Den forbinder Norgeskajen med Kiel Hovedbanegård, og på broen er den bedste udsigt over havnen.

### Kollektiv trafik
Kiel fik i 1844 en jernbaneforbindelse med Altona (Christian VIII. Østersø Jernbane; den første i Danmark). I dag er der fire jernbanestrækninger til Hamborg, Lübeck, Husum og Flensborg.

### Genindførelse af sporvogne
I 1881 fik Kiel sin føste hestesporvej. I 1896 overgik Sporvejene til elektrisk drift. Sporvidden var 1100 mm. I 1910 bestod linienettet af ti linjer. Efter Anden Verdenskrig var der kun fem linjer tilbage. Kiels sporveje blev nedlagt i 1985. 
November 2022 valgte byrådet at droppe planer om et hurtigbusnet til fordel for genindførelse af sporvogne med et 35 km langt normalsporret skinnenet fordelt på fire linier, betjent af 48 lavgulvsporvogne på 45 eller 56 meters længde. Budgettet er på  1 milliard euro. Forbundsregeringen i Berlin finansierer med 40%, delstaten Slesvig-Holsten bidrager med 15% og resten af byen Kiel. "Strassenbahn Kiel" (Kiels Sporveje) kan på et senere tidspunkt forlænges ud over kommunegrænsen. Den første linie forventes taget i brug i 2034, den sidste af de fire linjer dog først i 2039. wikipedia

## Uddannelse
Christian-Albrechts-Universitetet blev grundlagt 1665 som det andet universitet i den dansk-norsk-slesvig-holstenske helstat. I dag læser her 20.000 studerende. I Tyskland er universitetet berømt for havbiologi og skandinaviske sprog (nordisk). Instituttet for Verdensøkonomi er en yderligere specialitet.

## Kultur

### Museer
Museet Kunsthalle zu Kiel rummer især tysk kunst, men har mange danske og norske værker, bl.a. af Jens Juel, C.W. Eckersberg, Per Kirkeby og Bjørn Nørgaard.
På Deutsches Schiffahrtsmuseum er udstillet forskellige skibe og her vises byens historie som søfartsnation. Desuden er vraget af Bremerkoggen udstillet.

### Sport og idræt
Sejlsportsfolk kender Kiel for den årlige Kieler Woche, verdens største sejlsportsbegivenhed. Sejlsportskonkurrencerne ved sommer-OL i 1936 og 1972 foregik også i Kiel, og i forbindelse med de olympiske lege i 1972 blev Olympiacentret (Olympiazentrum Kiel-Schilksee) opført i bydelen Schilksee - et kompleks af lystbådehavn, svømmehal, boliger og butikker. I dag lærer ethvert skolebarn i Kiel at sejle.[kilde mangler]
THW Kiel er en af Tysklands betydeligste håndboldklubber. Følgelig er sporten meget populær blandt kielerne.
Ostseehalle (Østersøhallen) har plads til 13.000 tilskuere. Den er også kongres- og koncerthal.

### Historiske bygninger og miljøer
Nicolaikirche fra 1200-tallet er genopbygget efter 2. verdenskrig. Det tidligere franciskanerkloster, ligeledes fra 1200-tallet, er kun delvis bevaret.
Holstenstraße var den anden gågade i Tyskland. På Rådhuspladsen findes også Operahuset. Kiellinie er havnepromenaden med delstatens regeringshuse og et akvarium med gratis adgang til et sælbassin. Den nordlige ende af promenaden er Düsternbrook med sin yachthavn, den gamle Olympiahavn. Den nye Olympiahavn ligger nord fra kanalen i Schilksee. Alle ovennævnte steder ligger på vestbredden. Det traditionelle arbejderkvarter Gaarden ligger på østbredden. Her findes også Tysklands største værft HDW.

## Kendte personer fra Kiel
Opfinderen Rudolf Hell boede i Kiel.
Peter Belli (f. Georg Peter Brandt) blev født i Kiel 19. juni 1943.